# Liparetrus jenkinsi
Liparetrus jenkinsi är en skalbaggsart som beskrevs av Britton 1959. Liparetrus jenkinsi ingår i släktet Liparetrus och familjen Melolonthidae. Inga underarter finns listade i Catalogue of Life.